# Ina (Rosja)
Ina (ros. Ина) – osiedle w Rosji, w Buriacji, w rejonie barguzińskim. W 2010 liczyło 282 mieszkańców.